# Johan von Utfall (militär)
Johan von Utfall, född 31 maj 1758 i Göteborg, död 28 april 1828 på Segloraberg i Seglora socken, var en svensk militär.
Johan von Utfall var son till Jacob von Utfall och Anna Elisabet Pike. Han blev student vid Uppsala universitet 1773, fältväbel vid von Saltzas regemente 1777, fänrik vid Livgardet samma år, löjtnant där 1783, stabskapten vid Älvsborgs regemente samma år, kompanichef där 1785, major 1788 och överstelöjtnant 1792. von Utfall blev överste i armén 1805 och i regementet 1810 samt var 1817–1819 chef för Älvsborgs regemente. Han erhöll 1819 avsked med generalmajors namn, heder och värdighet. Han var ägare till Nääs slott i Skallsjö socken. von Utfall deltog i Gustav III:s ryska krig 1788 samt i fälttåget mot Norge 1808. Han blev 1790 riddare av Svärdsorden.